# Danio kerri
Il danio blu (Danio kerri Smith, 1931) è un pesce tropicale d'acqua dolce, appartenente alla famiglia Cyprinidae, un tempo classificato nel genere Brachydanio.

## Descrizione
Presenta un corpo di piccole dimensioni, abbastanza allungato e dalla colorazione grigia-bluastra. La lunghezza massima è di 5 cm.

## Biologia

### Comportamento
Pesce pacifico che vive in branchi composti da non meno di una quindicina di esemplari che si muovono nella parte centrale e/o superficiale dei corsi d'acqua. Talvolta saltano fuori dall'acqua.

### Riproduzione
La femmina deposita le uova sulle piante a foglia fine, in genere sorvegliata da due maschi, in una buca o vicino alla riva con un'altezza dal fondo di 10–15 cm in acqua calda. I genitori possono divorare le uova. La schiusa avviene dopo 48 ore e gli avannotti si nutrono di piccole esche vive.

### Alimentazione
Onnivoro.

## Distribuzione e habitat
Asia Meridionale, nei corsi d'acqua delle isole del golfo del Bengala, al largo della costa occidentale della Thailandia.

## Acquariofilia
Viene allevato e riprodotto in cattività con successo. Importata a partire dalla metà degli anni cinquanta ma purtroppo molto raramente in commercio.